# こうせつと仲間たち
『こうせつと仲間たち』（こうせつとなかまたち）は、NHKラジオ第1放送およびNHKワールド・ラジオ日本の音楽番組・トーク番組である。

## 概要
2008年5月5日「春編」、2008年9月23日「秋編」、2009年1月12日「冬編」の3回以上のパイロット版放送されたものが好評だったため、2009年3月31日より隔週火曜日21:05 - 21:55にレギュラー放送を開始した（但し、夏季・年末年始の特番編成、スポーツ中継で休止する場合がある）。2012年4月3日の放送より隔週火曜日は変更されないが、時間が20:05ごろ - 20:55に繰り上がる。レギュラーでの放送は2013年3月19日に放送される分が最終回となった。
フォークソングシンガーソングライターとして長年にわたり活動する南こうせつが、自らの歌手人生で出会った様々な著名人をスタジオに迎え、その交遊録を繰り広げつつ、アシスタントの石川ひとみとともにスタジオ生演奏も披露する。番組名の由来は、コンサート客演時での南こうせつ単独ではない場合の演奏者名より。

## 隔週で放送されるもう一つの番組
- 亀渕昭信のいくつになってもロケンロール!（2009・2010年度）
- 亀渕昭信のにっぽん全国ラジオめぐり（2011・2012年度）